# لیک هارت (فلوریدا)
لیک هارت (به انگلیسی: Lake Hart) یک منطقهٔ مسکونی در ایالات متحده آمریکا است که در شهرستان اورنج، فلوریدا واقع شده‌است. لیک هارت ۴٫۸ کیلومتر مربع مساحت و ۵۴۲ نفر جمعیت دارد و ۲۱ متر بالاتر از سطح دریا قرار دارد.